# Rolf-Jürgen Gleitsmann-Topp
Rolf-Jürgen Gleitsmann-Topp (* 1950) ist ein deutscher Technikhistoriker und Professor für Technikgeschichte an der Universität Karlsruhe (TH).

## Leben
Gleitsmann-Topp studierte Politikwissenschaft mit den Nebenfächern Volkswirtschaftslehre und Betriebswirtschaftslehre an der Universität Hamburg. Er schloss sein Studium 1978 mit dem Diplom (Dipl.pol.) ab. 1983 wurde er an der Universität Hamburg in den Fächern Geschichte und Technikgeschichte zum Dr. phil. promoviert. Von 1987 bis 1989 war Gleitsmann-Topp Oberkonservator am Landesmuseum für Technik und Arbeit in Mannheim. Zwischen 1990 und 2018 war er als Professor für Technikgeschichte an der Universität Karlsruhe tätig. Des Weiteren war er Leiter der dortigen Abteilung für Technikgeschichte.
Seine Fachgebiete umfassen die Technikgeschichte von der Antike bis zur Gegenwart, die Energie-, Ressourcen-, Umweltgeschichte, die Technologie des Manufakturwesens, das Glashütten-/Montanwesen, die Kernenergiegeschichte, Geschichte der Alltagstechnik und die Geschichte der Industrialisierung.

## Schriften (Auswahl)
- Protest und Widerstand gegen die Ansiedlung der Bundes-Reaktorstation in Karlsruhe (September 1955 – September 1958). In: Beata Lakeberg, Hans-Christian Pust (Hrsg.): Atom. Strom. Protest. 50 Jahre Wyhl und anderswo. Thorbecke, Ostfildern 2023, ISBN 978-3-7995-1988-5, S. 78–87.
- Zur Geschichte der Reedereigebäude an der Elbstraße bei der Alten Liebe in Cuxhaven seit den 1920er Jahren. KIT Scientific Publishing 2020 (= Technikdiskurse – Karlsruher Studien zur Technikgeschichte. 16), ISBN  978-3-7315-1052-9 (online).
- (mit Günther Oetzel): Fortschrittsfeinde im Atomzeitalter? Protest und Innovationsmanagement am Beispiel der frühen Kernenergiepläne der Bundesrepublik Deutschland. Verlag für Geschichte der Naturwissenschaften und der Technik, Diepholz/Berlin 2012, ISBN 978-3-86225-101-8.
- (mit Rolf-Ulrich Kunze und Günther Oetzel): Technikgeschichte. UVK-Verlags-Gesellschaft, Konstanz 2009, ISBN 978-3-8252-3126-2.
- Im Widerstreit der Meinungen: zur Kontroverse um die Standortfindung für eine deutsche Reaktorstation (1950–1955). Ein Beitrag zur Gründungsgeschichte des Kernforschungszentrums Karlsruhe und zu einem Kapitel deutscher Kernenergiegeschichte (= Report KfK. 4186), Karlsruhe 1986.
- Die Spiegelglasmanufaktur im technologischen Schrifttum des 18. Jahrhunderts. Eine Studie zur Technologie des Manufakturwesens in Deutschland unter besonderer Berücksichtigung des Themenkomplexes Glasschmelzofenkonstruktionen (zugleich: Dissertation, Universität Hamburg, 1982). VDI-Verlag, Düsseldorf 1985, ISBN 3-18-150040-2.